# 尼克·達金
尼克·達金（Nic Dakin，1955年7月10日—）是一位英格蘭政治人物，他的黨籍是工黨。自2010年開始，他擔任斯肯索普選區選出的英國下議院議員。他在2015年就任影子內閣的學校大臣。